# 普拉亞 (哈瓦那省)

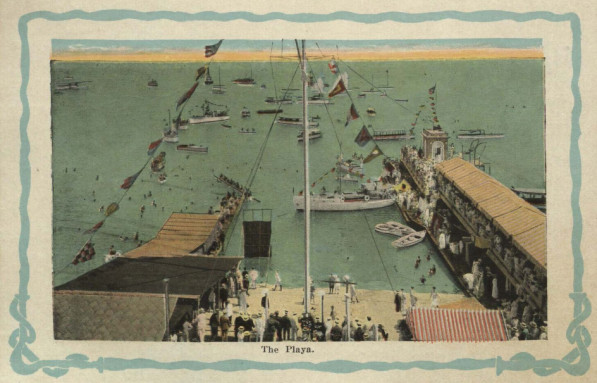

普拉亞是古巴首都哈瓦那的一个区，面積35平方公里，2004年人口184,715，人口密度為每平方公里5,277人，是多國驻古大使館的所在区域。

## 外部連結
- Cubasi - Details of municipality (Spanish)